# Panama az 1960. évi nyári olimpiai játékokon
Panama az olaszországi Rómában megrendezett 1960. évi nyári olimpiai játékok egyik részt vevő nemzete volt. Az országot az olimpián 3 sportágban 6 sportoló képviselte, akik érmet nem szereztek.

## Atlétika
Női
| Versenyző                                                      | Versenyszám     | Előfutam | Előfutam | Negyeddöntő | Negyeddöntő | Elődöntő | Elődöntő | Döntő   | Döntő    |
| Versenyző                                                      | Versenyszám     | Idő      | Hely.    | Idő         | Hely.       | Idő      | Hely.    | Idő     | Helyezés |
| -------------------------------------------------------------- | --------------- | -------- | -------- | ----------- | ----------- | -------- | -------- | ------- | -------- |
| Carlota Gooden                                                 | 100 m           | 12,2     | 4.       | 12,6        | 6.          | kiesett  | kiesett  | kiesett | kiesett  |
| Jean Holmes-Mitchell                                           | 100 m           | 12,4     | 3.       | 12,3        | 5.          | kiesett  | kiesett  | kiesett | kiesett  |
| Silvia Hunte Carlota Gooden Lorraine Dunn Jean Holmes-Mitchell | 4 × 100 m váltó | 46,5     | 4.       |             | kiesett     | kiesett  |          |         |          |

## Birkózás
Szabadfogású
| Versenyző        | Versenyszám | 1. forduló                | 1. forduló | 1. forduló | 2. forduló                       | 2. forduló | 2. forduló | 3. forduló                  | 3. forduló | 3. forduló | 4. forduló        | 4. forduló | 4. forduló | 5. forduló        | 5. forduló | 5. forduló | Döntő             | Döntő   | Döntő   | Helyezés |
| Versenyző        | Versenyszám | Ellenfél Eredmény         | Pont       | Hely.      | Ellenfél Eredmény                | Pont       | Hely.      | Ellenfél Eredmény           | Pont       | Hely.      | Ellenfél Eredmény | Pont       | Hely.      | Ellenfél Eredmény | Pont       | Hely.      | Ellenfél Eredmény | Pont    | Hely.   | Helyezés |
| ---------------- | ----------- | ------------------------- | ---------- | ---------- | -------------------------------- | ---------- | ---------- | --------------------------- | ---------- | ---------- | ----------------- | ---------- | ---------- | ----------------- | ---------- | ---------- | ----------------- | ------- | ------- | -------- |
| Eduardo Campbell | 57 kg       | Fred Kämmerer (EUA) · 3-1 | 3          | =13.       | Walter Pilling (GBR) · kétvállas | 3          | =7.        | Terrence McCann (USA) · 3-1 | 6          | =10.       | kiesett           | kiesett    | kiesett    | kiesett           | kiesett    | kiesett    | kiesett           | kiesett | kiesett | 10.      |

## Súlyemelés
| Versenyző         | Versenyszám | Nyomás   | Nyomás   | Szakítás | Szakítás | Lökés    | Lökés    | Összesen | Helyezés |
| Versenyző         | Versenyszám | Eredmény | Helyezés | Eredmény | Helyezés | Eredmény | Helyezés | Összesen | Helyezés |
| ----------------- | ----------- | -------- | -------- | -------- | -------- | -------- | -------- | -------- | -------- |
| Ángel Famiglietti | 60 kg       | 90,0     | =17.     | 82,5     | =22.     | 120,0    | =14.     | 292,5    | 17.      |